# Brem Soumaoro
Abrahim Mohamed Soumaoro, detto Brem (Nzérékoré, 8 agosto 1996), è un calciatore guineano naturalizzato liberiano, difensore dell'Indy Eleven e della nazionale liberiana.

## Carriera

### Nazionale
Nato in Guinea da genitori liberiani, il 3 settembre 2021 ha esordito con la nazionale liberiana giocando l'incontro perso 2-0 contro la Nigeria, valido per le qualificazioni al campionato mondiale di calcio 2022.

## Statistiche

### Presenze e reti nei club
Statistiche aggiornate al 23 giugno 2022.
| Stagione           | Squadra            | Campionato         | Campionato | Campionato | Coppe nazionali | Coppe nazionali | Coppe nazionali | Coppe continentali | Coppe continentali | Coppe continentali | Altre coppe | Altre coppe | Altre coppe | Totale | Totale |
| Stagione           | Squadra            | Comp               | Pres       | Reti       | Comp            | Pres            | Reti            | Comp               | Pres               | Reti               | Comp        | Pres        | Reti        | Pres   | Reti   |
| ------------------ | ------------------ | ------------------ | ---------- | ---------- | --------------- | --------------- | --------------- | ------------------ | ------------------ | ------------------ | ----------- | ----------- | ----------- | ------ | ------ |
| 2014-2015          | Jong Twente        | 1D                 | 12         | 0          |                 | -               | -               |                    | -                  | -                  |             | -           | -           | 12     | 0      |
| 2016-2017          | Jong Twente        | 2D                 | 14         | 0          |                 | -               | -               |                    | -                  | -                  |             | -           | -           | 14     | 0      |
| Totale Jong Twente | Totale Jong Twente | Totale Jong Twente | 26         | 0          |                 | -               | -               |                    | -                  | -                  |             | -           | -           | 26     | 0      |
| 2017-2018          | Go Ahead Eagles    | 1D                 | 19         | 0          | CO              | 1               | 0               |                    | -                  | -                  |             | -           | -           | 20     | 0      |
| 2018-2019          | Livorno            | B                  | 1          | 0          | CI              | 1               | 0               |                    | -                  | -                  |             | -           | -           | 2      | 0      |
| 2020-gen. 2021     | Den Bosch          | 1D                 | 13         | 0          | CO              | 1               | 0               |                    | -                  | -                  |             | -           | -           | 14     | 0      |
| gen.-giu. 2021     | MVV                | 1D                 | 18         | 0          | CO              | 1               | 0               |                    | -                  | -                  |             | -           | -           | 19     | 0      |
| 2021-2022          | PAEEK Kerynias     | A                  | 18+6       | 0          | CC              | 2               | 0               |                    | -                  | -                  |             | -           | -           | 26     | 0      |
| Totale carriera    | Totale carriera    | Totale carriera    | 103        | 0          |                 | 6               | 0               |                    | -                  | -                  |             | -           | -           | 109    | 0      |

### Cronologia presenze e reti in nazionale
| Cronologia completa delle presenze e delle reti in nazionale ― Liberia | Cronologia completa delle presenze e delle reti in nazionale ― Liberia | Cronologia completa delle presenze e delle reti in nazionale ― Liberia | Cronologia completa delle presenze e delle reti in nazionale ― Liberia | Cronologia completa delle presenze e delle reti in nazionale ― Liberia | Cronologia completa delle presenze e delle reti in nazionale ― Liberia | Cronologia completa delle presenze e delle reti in nazionale ― Liberia | Cronologia completa delle presenze e delle reti in nazionale ― Liberia |
| Data                                                                   | Città                                                                  | In casa                                                                | Risultato                                                              | Ospiti                                                                 | Competizione                                                           | Reti                                                                   | Note                                                                   |
| ---------------------------------------------------------------------- | ---------------------------------------------------------------------- | ---------------------------------------------------------------------- | ---------------------------------------------------------------------- | ---------------------------------------------------------------------- | ---------------------------------------------------------------------- | ---------------------------------------------------------------------- | ---------------------------------------------------------------------- |
| 3-9-2021                                                               | Lagos                                                                  | Nigeria                                                                | 2 – 0                                                                  | Liberia                                                                | Qual. Mondiali 2022                                                    | -                                                                      | 60’                                                                    |
| 6-9-2021                                                               | Douala                                                                 | Rep. Centrafricana                                                     | 0 – 1                                                                  | Liberia                                                                | Qual. Mondiali 2022                                                    | -                                                                      |                                                                        |
| 7-10-2021                                                              | Accra                                                                  | Liberia                                                                | 1 – 2                                                                  | Capo Verde                                                             | Qual. Mondiali 2022                                                    | -                                                                      |                                                                        |
| 10-10-2021                                                             | Mindelo                                                                | Capo Verde                                                             | 1 – 0                                                                  | Liberia                                                                | Qual. Mondiali 2022                                                    | -                                                                      |                                                                        |
| 13-11-2021                                                             | Monrovia                                                               | Liberia                                                                | 0 – 2                                                                  | Nigeria                                                                | Qual. Mondiali 2022                                                    | -                                                                      | 61’                                                                    |
| 16-11-2021                                                             | Lagos                                                                  | Liberia                                                                | 3 – 1                                                                  | Rep. Centrafricana                                                     | Qual. Mondiali 2022                                                    | -                                                                      |                                                                        |
| 24-3-2022                                                              | Aksu                                                                   | Liberia                                                                | 0 – 4                                                                  | Benin                                                                  | Amichevole                                                             | -                                                                      |                                                                        |
| 24-3-2022                                                              | Aksu                                                                   | Liberia                                                                | 0 – 1                                                                  | Sierra Leone                                                           | Amichevole                                                             | -                                                                      |                                                                        |
| 13-6-2022                                                              | Casablanca                                                             | Liberia                                                                | 0 – 2                                                                  | Marocco                                                                | Qual. Coppa d'Africa 2023                                              | -                                                                      | cap. 69’                                                               |
| 27-9-2022                                                              | Alessandria d'Egitto                                                   | Egitto                                                                 | 3 – 0                                                                  | Liberia                                                                | Amichevole                                                             | -                                                                      | 51’                                                                    |
| 12-9-2023                                                              | Accra                                                                  | Ghana                                                                  | 3 – 1                                                                  | Liberia                                                                | Amichevole                                                             | -                                                                      |                                                                        |
| Totale                                                                 |                                                                        | Presenze                                                               | 11                                                                     |                                                                        | Reti                                                                   | 0                                                                      |                                                                        |